# Файрбо (Каліфорнія)
Файрбо (англ. Firebaugh) — місто (англ. city) в США, в окрузі Фресно штату Каліфорнія. Населення — 8096 осіб (2020).

## Географія
Файрбо розташоване за координатами 36°51′13″ пн. ш. 120°27′13″ зх. д. / 36.85361° пн. ш. 120.45361° зх. д. (36.853714, -120.453591).  За даними Бюро перепису населення США в 2010 році місто мало площу 9,11 км², з яких 8,97 км² — суходіл та 0,15 км² — водойми.

## Демографія
Згідно з переписом 2010 року, у місті мешкало 7549 осіб у 1920 домогосподарствах у складі 1678 родин. Густота населення становила 828 осіб/км².  Було 2096 помешкань (230/км²).
Расовий склад населення:
| - 62,5 % — білих - 1,5 % — корінних американців - 0,9 % — чорних або афроамериканців - 0,5 % — азіатів - 31,4 % — осіб інших рас |

До двох чи більше рас належало 3,1 %. Частка іспаномовних становила 91,2 % від усіх жителів.
За віковим діапазоном населення розподілялося таким чином: 36,0 % — особи молодші 18 років, 57,5 % — особи у віці 18—64 років, 6,5 % — особи у віці 65 років та старші. Медіана віку мешканця становила 26,4 року. На 100 осіб жіночої статі у місті припадало 106,3 чоловіків;  на 100 жінок у віці від 18 років та старших — 104,4 чоловіків також старших 18 років.
Середній дохід на одне домашнє господарство  становив 44 422 долари США (медіана — 39 150), а середній дохід на одну сім'ю — 44 428 доларів (медіана — 41 104). Медіана доходів становила 30 859 доларів для чоловіків та 19 167 доларів для жінок. За межею бідності перебувало 33,5 % осіб, у тому числі 46,1 % дітей у віці до 18 років та 15,4 % осіб у віці 65 років та старших.
Цивільне працевлаштоване населення становило 3354 особи. Основні галузі зайнятості: сільське господарство, лісництво, риболовля — 37,2 %, освіта, охорона здоров'я та соціальна допомога — 14,6 %, транспорт — 6,7 %, виробництво — 6,6 %.